# Disenjambment
 Disenjambment (frei übersetzt: Aufgehobener Zeilensprung) ist ein Jazzalbum des Trios Grünen, bestehend aus Robert Landfermann und Achim Kaufmann und Christian Lillinger. Die im Juni 2017 im Loft (Köln) entstandenen Aufnahmen erschienen am 9. Januar 2020 auf dem Label Trokaan.

## Hintergrund
Das Trio Grünen trat erstmals 2009 auf, als Bassist Robert Landfermann Achim Kaufmann (Klavier) und Christian Lillinger (Schlagzeug) zur Teilnahme an seiner Konzertreihe im Loft in Köln einlud; das gleichnamige Debütalbum erschien 2010 bei Clean Feed Records. Eine weitere frei improvisierte Begegnung, die 2012 stattfand (mit daran anschließenden Studioaufnahmen), wurde 2014 auf demselben Label veröffentlicht (Pith and Twig). Disenjambment ist das dritte Album des Trios Grünen. Die Stücke 2, 3, 5, 7 wurden während eines viertägigen Engagements des Trios im Kölner Veranstaltungsort Loft zwischen dem 5. und 8. Juni 2017 mitgeschnitten; die Stücke 1, 4, 6, 8, 9 wiederum sind Studioaufnahmen, die – ebenfalls im Loft – am  8. Juni entstanden sind.

## Titelliste

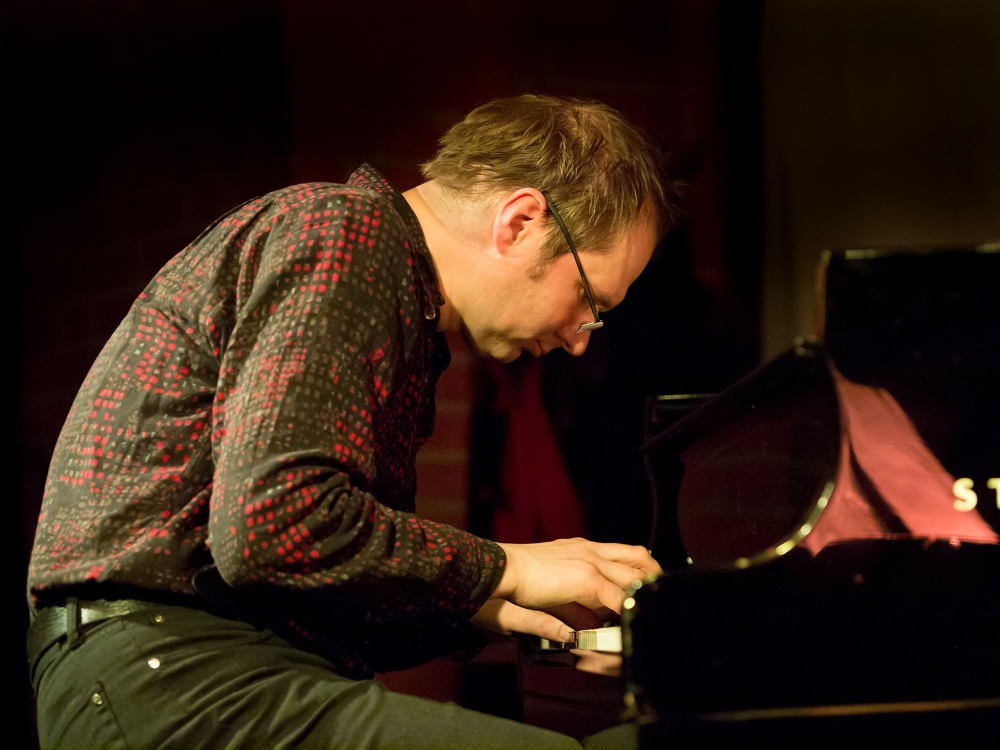
Achim Kaufmann bei einem Konzert in der UnterfahrtMünchen 2013

- Grünen: Disenjambment (Trokaan Press 005)[4]

1. Mondegreen (Achim Kaufmann)  7:06
2. Lost Gesture / Green Istria (Achim Kaufmann) 9:59
3. Fsinah (Achim Kaufmann) 9:54
4. Heft (Achim Kaufmann) 5:15
5. Nepenthes (Achim Kaufmann, Christian Lillinger, Robert Landfermann) 7:33
6. Green Istria Reloaded (Achim Kaufmann) 2:11
7. Mierenneuker / Quincunx (Achim Kaufmann) 11:35
8. Kabuki Variations (Achim Kaufmann) 4:16
9. Mamonaku (Achim Kaufmann) 4:32

## Rezeption
Nach Ansicht von Andy Hamilton, der das Album  im Jazz Journal rezensierte, gebe es stilistische Ähnlichkeiten mit dem Lillingers  Album The Meinl Session von 2019, dessen asymmetrische Rhythmen wieder ein Gefühl der Anstrengung und Anspannung gegen mächtige Kräfte vermitteln würden. Lillinger habe eine tiefgründige, komprimierte Musiksprache, die er in einer E-Mail als „HipHop-Up-Cutting-Sache, aber ich habe alles live gespielt“ beschreibt – eine Live-Nachahmung der rhythmischen Manipulationen des Hip-Hop. Lillinger sei stark vertreten, aber die anderen Spieler auf dem Album passen zu ihm. Disenjambment befinde sich am intellektuellen Ende des Subgenres Jazz-HipHop und sei eine bemerkenswerte Leistung.
Tim Caspar Boehme (Die tageszeitung) meinte, das titelgebende Wortspiel lasse Kaufmanns intellektuell spielerische und verspielte Herangehensweise ans Musizieren erkennen: „Bei aller Strenge der Ausführung, in der das Trio Grünen auf höchstem Niveau wie selbstverständlich durch unbekanntes Terrain navigiert, sind stets etwas Leichtes in der Beweglichkeit und viel Freude am Unbekannten zu hören. Zu Beginn eines Stücks weiß man nie, was einem unterwegs an Entwicklungen begegnet. Von denen gibt es viele unerwartete.“ Das Bandprojekt Grünen sei eine Art Kammerjazz-Gipfeltreffen beidem alle drei Beteiligten auf Augenhöhe im höchst anspruchsvollen „Gespräch“ miteinander, so der Autor. Man könne diese Art des Aufeinander-Hörens akademisch finden, doch sei diese Aufnahme ganz sicher „nicht blutarm, sondern blitzschnelles Reagieren, feines Ausspinnen von Einfällen – und ein Zusammenspiel, bei dem gar nicht immer klar ist, was frei und was nach Noten zustande gekommen ist.“ Energisch sei im Zweifel beides, wobei die Unvorhersehbarkeit nichts mit Regellosigkeit zu tun habe, notiert Boehme.
Der Autor des Blogs Avant Scena schrieb, alle drei Musiker, zentrale Figuren der internationalen Avantgarde-Jazzszene, kreieren ihre eigene und originelle Spielweise und haben bereits eine einzigartige Klang- und Markenkonzeption des Avantgarde Jazz geschaffen. Freie Improvisation sei die Grundlage des gesamten Albums – alle drei Improvisatoren zeigten eine hervorragende Zusammenarbeit und reagierten aufeinander. Von Zeit zu Zeit tauchten alle drei Musiker in tiefe Kontemplationen ein, die in meditativer und entspannender Stimmung gespielt würden. Diese Form der Pausen, subtile Raffinesse und Erforschungen verschrobener Klangfarben und erweiterte Spieltechniken bemühten sich um einen suggestiven und originellen Klang, so der Autor.